# ガイド星星表
ガイド星星表(ガイドせいせいひょう、Guide Star Catalog、GSC)またはHSTガイドスター星表(HST Guide Star Selection Catalog)は、ハッブル宇宙望遠鏡が軸外の恒星を捉えるのを支援するために編集された星表である。GSC-Iには、視等級6から15までの約2000万個の恒星が含まれ、GSC-IIには、視等級21までの9億4559万2683個の恒星が含まれる。ファイン・ガイダンス・センサーの要求を満たさない二重星や非恒星天体は、できる限り排除されているかフラグ付けされている。これは、外宇宙の航行のために特別に作成された初の全天の星表である。

## 歴史

### 1.0版
ガイド星星表の初版は、1989年に発行された。北半球はPalomar Schmidt Quick-V survey、南半球はUK Schmidt SERC-J survey によって撮影されたデジタル写真板を用いて作成された。このカタログには、視等級7から16までの天体が収録され、恒星以外の天体をガイドとして用いないように分類された。写真板の赤緯に基づき、AGK3、SAOC、CPCを用いて天体が決定された。ハッブル宇宙望遠鏡に必要な精度は約0.3秒であるが、写真板の端付近では1秒から2秒の誤差があることが知られている。

### 1.1版
ガイド星星表の最初の改訂版は、1992年に発行された。ヒッパルコスのミッションのために、Hipparcos/Tycho国際コンソーシアムは、入手しうる11等級までの全ての恒星のデータを集めてTycho Input Catalogを作成した。このカタログからガイド星星表に明るい恒星のデータを加えることで、ガイド星星表は、限界光度までの全天の完全なカタログとなった。さらに、ハロの周りや明るい恒星の回折像等のアーティファクトによる偽天体が多く同定され、報告された多くの誤りとともに修正された。3等級以下の南半球の明るい恒星を中心とした多くの天体写真板が現像され、カタログに追加された。この版は、ハッブル宇宙望遠鏡のサイクル15までの運用に用いられた。

### 1.2版
1.2版は、ハイデルベルクの天文計算研究所と共同で作成され、2001年に発行された。この版は、写真板に基づいた位置の決定と等級に依存する誤差を減らした。PPM星表とカルト・デュ・シエルが用いられ、位置の絶対誤差は0.3から0.4秒まで減った。

## 星表のフォーマット
カタログの収録内容を引用する時のフォーマットは、GSC FFFFF-NNNNNまたはGSCfffff0nnnnn (fffff0nnnnn)である。Fの列は、ハッブル宇宙望遠鏡の空域コードを表している。

## GSC-II
ガイド星星表を大幅に拡張したGSC-IIが2008年に発行された。GSC-IIは、宇宙望遠鏡科学研究所のCatalog and Surveys branchが編集した。9億4559万2683個の恒星が含まれ、4億5585万1237個の恒星の位置、分類、等級が記載されている。最新の版である2.3.2版は、ハッブル宇宙望遠鏡の精確な位置特定に用いられている。